# Estación de Cadereyta
Cadereyta fue una estación de trenes que se encuentra en Cadereyta Jiménez, Nuevo León.
La estructura de la estación edificada en terrenos donados por la municipalidad de Cadereyta para la construcción del Ferrocarril de Monterrey y el Golfo de México el 23 de mayo de 1889.